# Solfito reduttasi
La solfito reduttasi è un enzima appartenente alla classe delle ossidoreduttasi, che catalizza la seguente reazione:
acido solfidrico + accettore + 3 H2O ⇄ solfito + accettore ridotto
È una ferro-proteina. Una possibile stechiometria è 6 molecole di metilviologeno ridotto per un solfito prodotto.